# George Alfred Joulwan
George Alfred Joulwan, ameriški general, * 16. november 1939, Pottsville, Pensilvanija.

## Odlikovanja
- Defense Distinguished Service Medal
- Distinguished Service Medal
- srebrna zvezda z hrastovim listom
- legija za zasluge s hrastovim listom
- bronasta zvezda z bojnim V in dvema hrastovima listoma
- Meritorious Service Medal s tremi hrastovimi listi
- Air Medal
- Joint Service Commendation Medal
- Army Commendation Medal s hrastovim listom
- Combat Infantryman Badge
- Presidential Service Badge
- Parachutist Badge
- Ranger Tab
- Expert Infantry Badge
- Joint Chiefs of Staff Identification Badge
- Army Staff Identification Badge

## Napredovanja
- 7. junij 1961 - poročnik
- 7. december 1962 - nazivni nadporočnik
- 7. junij 1964 - nadporočnik
- 15. december 1964 - nazivni stotnik
- 7. junij 1968 - stotnik
- 28. februar 1968 - nazivni major
- 2. junij 1974 - nazivni podpolkovnik
- 7. junij 1975 - major
- 4. januar 1979 - nazivni polkovnik
- 15. marec 1982 - polkovnik
- 1. september 1983 - brigadni general
- 1. september 1986 - generalmajor
- 1. september 1989 - nazivni generalporočnik
- 21. november 1990 - nazivni general